# Paracotis hyrax
Paracotis hyrax är en fjärilsart som beskrevs av Townsend 1952. Paracotis hyrax ingår i släktet Paracotis och familjen mätare. Inga underarter finns listade i Catalogue of Life.